# فالیشو
فالیشو (به لهستانی:  Faliszew) یک روستا در لهستان است که در گمینا پژدبوژ واقع شده‌است.